# Сельское поселение «Токчин»
Се́льское поселе́ние «Токчин» (бур. Тугшанай hомон) — муниципальное образование в Дульдургинском районе Забайкальского края Российской Федерации.
Административный центр — село Токчин.

## История
Статус и границы сельского поселения установлены Законом Читинской области от 19 мая 2004 года «Об установлении границ, наименований вновь образованных муниципальных образований и наделении их статусом сельского, городского поселения в Читинской области».

## Население
| 2010  | 2011  | 2012  | 2013  | 2014  | 2015  | 2016  |
| ----- | ----- | ----- | ----- | ----- | ----- | ----- |
| 1210  | ↘1208 | ↗1213 | ↘1174 | ↗1178 | ↘1167 | ↘1145 |
| 2017  | 2018  | 2019  | 2020  | 2021  |       |       |
| ↗1148 | ↘1121 | ↗1127 | ↘1122 | ↘1117 |       |       |

## Состав сельского поселения
| № | Населённый пункт | Тип населённого пункта       | Население |
| - | ---------------- | ---------------------------- | --------- |
| 1 | Восточный Токчин | село                         |           |
| 2 | Западный Токчин  | село                         |           |
| 3 | Токчин           | село, административный центр | ↘1111     |